# In All Languages
In All Languages ist ein Jazzalbum von Ornette Coleman. Die beiden Platten sind mit unterschiedlichen Besetzungen aufgenommen: Die erste Platte mit seinem ursprünglichen Quartett (das sich 1957 zum ersten Mal getroffen hatte und seit 1959 gemeinsam aufnahm), die zweite mit seiner elektrischen Band Prime Time. Das Album, das zunächst wie mehrere weitere Alben auf einem unabhängigen texanischen Label veröffentlicht wurde (das in Colemans Geburtsstadt Fort Worth auch einen Veranstaltungsort betrieb), wurde 1997 von seinem eigenen Label als Doppel-CD wiederveröffentlicht und durch Verve Records vertrieben.

## Entstehungsgeschichte
Coleman trat seit 1957 mit seiner eigenen Musik auf und wollte dem 1987 mit dem Album In All Languages und einigen Veranstaltungen ein Denkmal setzen. Die Innenseite der Doppel-LP ist daher mit der Überschrift 30 Years of Harmolodic Music überschrieben. Coleman ging im Februar 1987 nicht nur mit seiner regulären Band Prime Time ins Studio, sondern auch mit seinem alten Quartett, mit dem er zuletzt 1976 zusammengearbeitet hatte.
Für In All Languages nahm Coleman sechzehn Kompositionen auf, von denen nur zwei schon länger im Repertoire von Prime Time waren (aber noch nicht veröffentlicht); sieben der Kompositionen haben beide Gruppen interpretiert. Coleman war auch mit den Interpretationen seines alten Quartetts hochzufrieden: „Für mich klang es genauso wie damals als wir das erste Mal zusammenkamen; so als ob wir noch einmal von vorn anfangen würden, nur dass man hört, dass jeder von uns sein Instrument jetzt ein paar Jahrzehnte länger spielt.“ Allerdings wurden die Aufnahmen des Quartetts teilweise nachbearbeitet: In Peace Warrior wurde ein digitales Echo hinzugefügt, in Space Church Overdubs mit dem Synthesizer hinzugefügt und einige weitere high tech-Akzente gesetzt.

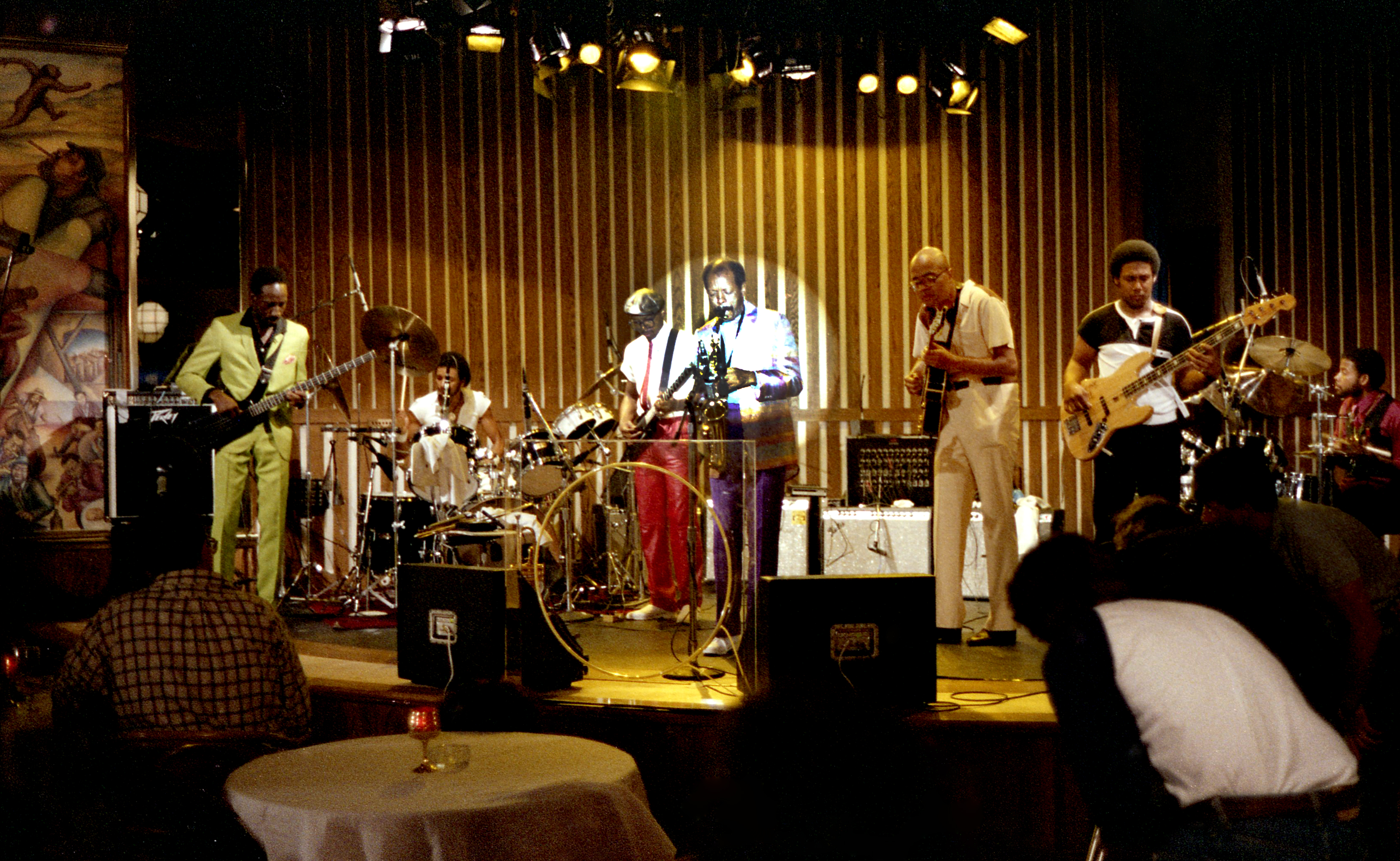
Ornette Coleman mit Prime Time im Caravan of Dreams 1985 (links vom Saxophonisten Jamaaladeen Tacuma, Charles Ellerbee und vermutlich Sabir Kamal, rechts Bern Nix, Al Mac Dowell und Denardo Coleman)

Nach den Aufnahmen ging Coleman mit Prime Time auf Tour. In Boston spielte er ein Konzert mit beiden Formationen, wo diese auch ein gemeinsames Werk DNA Meets {\displaystyle E=MC^{2}} spielten, das nicht auf Platte dokumentiert ist. Bei Konzerten in Deutschland mit Prime Time im Sommer 1987 war Don Cherry mit dabei.

## Titelliste

### A. The Quartet
1. Peace Warriors – 2:35
2. Feet Music – 3:32
3. Africa is the Mirror of All Colors – 2:58
4. Word for Bird – 3:16
5. Space Church (Continuos Services) – 3:59 *
6. Latin Genetics – 3:39
7. In All Languages – 3:33
8. Sound Manual – 3:08
9. Mothers of the Veil – 3:45
10. Cloning – 3:14

### B. Prime Time
1. Music News – 3:00
2. Mothers of the Veil – 4:28
3. The Art of Love is Happiness – 2:29
4. Latin Genetics – 2:45
5. Today, Yesterday and Tomorrow – 3:10
6. Listen Up – 2:29
7. Feet Music – 3:49
8. Space Church (Continuous Service) – 4:34
9. Cloning – 2:28
10. In All Languages – 3:06
11. Biosphere – 2:20
12. Story Tellers – 2:49
13. Peace Warriors – 2:23

Alle Kompositionen stammen von Ornette Coleman und wurden bei Phrase Text Music (ASCAP) veröffentlicht. Das mit * bezeichnete Stück fehlt auf der ersten CD-Ausgabe.

## Rezeption
Scott Yanow hebt in seiner Besprechung für AllMusic hervor, dass es sich um eine „ungewöhnliche und sehr stimulierende Doppel-CD“ handele und gibt ihr vier von fünf Punkten. Für Coleman-Biograph John Litweiler war das Album trotz der ungewöhnlichen Besetzung eine „Enttäuschung“, wegen der recht kurzen Stücke und der elektronischen Bearbeitungen. Im Down Beat betonte hingegen Bill Shoemaker: „In jedem Stück macht das Programm deutlich, dass Colemans Revolution immer eine Revolution der unbeschränkten Melodie war und ist.“
Peter Niklas Wilson hebt den „regelrecht didaktischen Charakter“ des Albums hervor, „als wolle Coleman den Skeptikern, die dem alten Quartett nachtrauern, zeigen, dass Prime Time in einem direkten Vergleich bestehen kann.“ Beim Vergleich der von beiden Formationen eingespielten Nummern sei man nicht nur „fasziniert von der Kontinuität in Colemans Musikdenken“, sondern auch „von den verschiedenen Farben, in denen sich identische melodische Konturen in den beiden unterschiedlichen Kontexten zeigen“. Dies sei besonders deutlich im Titelstück des Albums zu verfolgen: „Wird das Thema vom Quartett nach der Manier der bekannten free tempo-Balladen vorgetragen, mit gestrichenen Bass und dezenter Beckenbegleitung“ so unterlege Denardo Coleman „der Melodie einen schweren elektronischen backbeat, gegen den der zweite Drummer Calvin Weston nach Swingmanier phrasierte Figuren setzt, während die beiden Gitarristen und Bassisten nach allen Regeln der harmolodischen Kunst dichte Texturen aufbauen.“
Ähnlich betont auch Ralf Dombrowski, der das Album in seine Auswahl der wichtigsten Jazzalben aufgenommen hat, dass es die harmolodische „Idee durch die Gegenüberstellung der Interpretationsansätze nicht nur transparent“ mache, sondern dokumentiere, „dass man auf beiden Ebenen“ des Spiels „reichlich Spaß am Musizieren haben konnte.“
Coleman wurde 1987 von den Lesern des Down Beat zum „Jazzmusiker des Jahres“ gewählt.